# Republica Autonomă Sovietică Socialistă Moldovenească
Republica Autonomă Sovietică Socialistă Moldovenească (moldovenească Республика Аутономы Сочиалисты Советикы Молдовиняскы – transl. Respublica Autonomî Socialistî Soveticî Moldovineascî, în rusă Молда́вская Автоно́мная Сове́тская Социалисти́ческая Респу́блика, în ucraineană Молда́вська Автоно́мна Радя́нська Соціалісти́чна Респу́бліка; abreviată RASS Moldovenească, RASSM) a fost o republică socialistă sovietică autonomă creată de autoritățile sovietice în componența Ucrainei sovietice la 12 octombrie 1924. Cuprindea raioanele transnistrene de astăzi ale Republicii Moldova, plus raioanele Ananiev, Balta, Bârzula, Codâma, Cruteni, Ocna Roșie și Pesceana din actuala regiune Odesa a Ucrainei.

## Istorie

### Crearea
Crearea respectivei unități moldovenești a fost inițiată de Grigore Kotovski, dar în scurtă vreme a devenit un motiv de dispută cu Comisarul Poporului pentru Afaceri Externe al URSS, Gheorghi Cicerin, care considera înființarea acestei regiuni administrative ca prematură. În plus, Cicerin considera că astfel se dă o mână de ajutor „expansionismului șovinismului românesc”. În schimb, Kotovski susținea că această nouă republică ar fi propagat comunismul în Basarabia învecinată, existând șanse să aducă revoluția comunistă în România și chiar și în Balcani.
La început, pe 7 martie 1924, s-a luat decizia prudentă de creare a unei regiuni „autonome” moldovenești în cadrul RSS Ucrainene, dar până în cele din urmă, punctul de vedere al lui Kotovski a avut câștig de cauză și regiunea a fost ridicată la rangul de republică autonomă pe 12 octombrie. Capitala oficială a fost proclamat „orașul vremelnic ocupat Chișinău”, capitala executivă fiind până în 1929 orașul Balta și după această dată și până la desființare (1940), orașul Tiraspol.
Inițial, RASSM a fost constituită din raioanele Camenca și Veliko-Kosnițki din cadrul guberniei Podolia; și raioanele Ananiev, Bârzula, Cruteni, Dubăsari, Grigoriopol, Rîbnița, Slobozia, Stavrov și Tiraspol din gubernia Odesa precum și dintr-o parte a raioanelor Valea-Hoțului și Balta (satele Pasițel, Ghidirim, Baital). La începutul lunii decembrie 1924 a fost adăugat și restul raionului Balta, cu orașul omonim și satele Grădinița și Iaschi.
Republica avea o suprafața de 8.300 km² și includea 11 raioane din stânga fluviului Nistru. Ulterior, teritoriul s-a reorganizat în 14 raioane.
Crearea RASSM urma o tendință generală din Uniunea Sovietică a acelor vremuri, de creare a autonomiilor teritoriale și acordare a unor drepturi culturale pentru diferite naționalități. Prin crearea RASSM conducerea sovietică a sperat să încurajeze iredentismul pro-sovietic în Basarabia și să-și sporească influența în România, efectul scontat nefiind însă atins.

### Apariția teoriei etnicității moldovenești

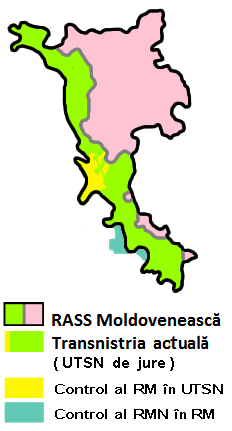
Fosta RASS Moldovenească și teritoriul Transnistriei de azi.

Două tendințe au existat de la început printre conducătorii RASS Moldovenești: crearea unei „limbi moldovenești” separate de limba română, pentru a feri truditorii moldoveni de influența nefastă a culturii românești „burgheze”, sau recunoașterea unității de limbă și etnie dintre moldoveni și români, cu nădejdea că astfel se va putea realiza comunizarea și sovietizarea întregii Românii.
Teoria „limbii moldovenești” își are locul de naștere aici. Această teorie pseudoștiințifică pretinde că moldovenii sunt o națiune diferită de cea a „românilor imperialiști opresori”. După al doilea război mondial, această teorie va deveni parte a ideologiei oficiale deznaționalizatoare a Partidului Comunist din RSS Moldovenească.
Pentru început au avut câștig de cauză adepții curentului moldovenist, în școli și presă folosindu-se alfabetul chirilic. Lingvistul Leonid Madan a alcătuit o nouă limbă literară, pe baza graiurilor moldovenești din Transnistria și Basarabia, împrumuturilor din rusă și unor neologisme născocite de el însuși.

Exemplu de „limbă moldovenească” din anii '20 (transpusă în alfabet latin):. 
|  | „De-amu v-o două luni di zăli, dicînd «Plugaru Roșu» își lunjește discusîia dispri orfografia moldovineascî, mai întîi trebui di spus cî sfada merji nu dispri limba moldovineascî, dar dispri orfografii, adicî dispri sămnuirera sunitilor cari sînt în limba jii moldovineascî” (Petru Chior, comisar al poporului pentru învățămînt în RASS Moldovenească, în broșura „Despre orfografia moldovenească” din 1929). |

La începutul anilor '30 în întreaga Uniune Sovietică a existat o tendință de trecere a scrisului diferitelor popoare la alfabetul latin, se plănuia ca însăși limba rusă să fie trecută la alfabet latin. Cu acest prilej, în 1932 a trecut la alfabetul latin și „limba moldovenească”, renunțîndu-se la gramatica lui Leonid Madan (ale cărui cărți au fost scoase din biblioteci și distruse) și folosindu-se limba română literară.
În 1937, intelectualii români și activiștii comuniști de etnie română din RASSM au fost acuzați de către autoritățile sovietice că ar spiona și ar organiza sabotaje și aproape toți au fost îndepărtați din funcțiile publice, deportați sau executați. Conform unei noi tendințe generale din Uniunea Sovietică, „limba moldovenească” a trecut înapoi la alfabetul chirilic, revenindu-se la teoria unei limbi și etnicități moldovenești diferite de cea română, fără însă să se revină în totalitate la limba literară creată de Leonid Madan.

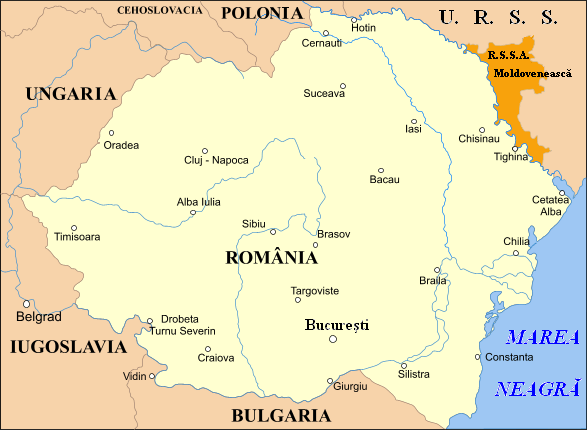
RASS Moldovenească, în vecinătatea României interbelice.

Pentru românii din RASS Moldovenească, efectul pozitiv al creării acesteia a fost posibilitatea de a beneficia de învățământ în limba maternă. S-a dezvoltat și o literatură sovietică moldovenească, care, datorită cenzurii ideologice, schimbărilor frecvente în ceea ce se considera limbă literară și exterminării unora dintre creatori, nu a putut dezvolta opere de valoare.

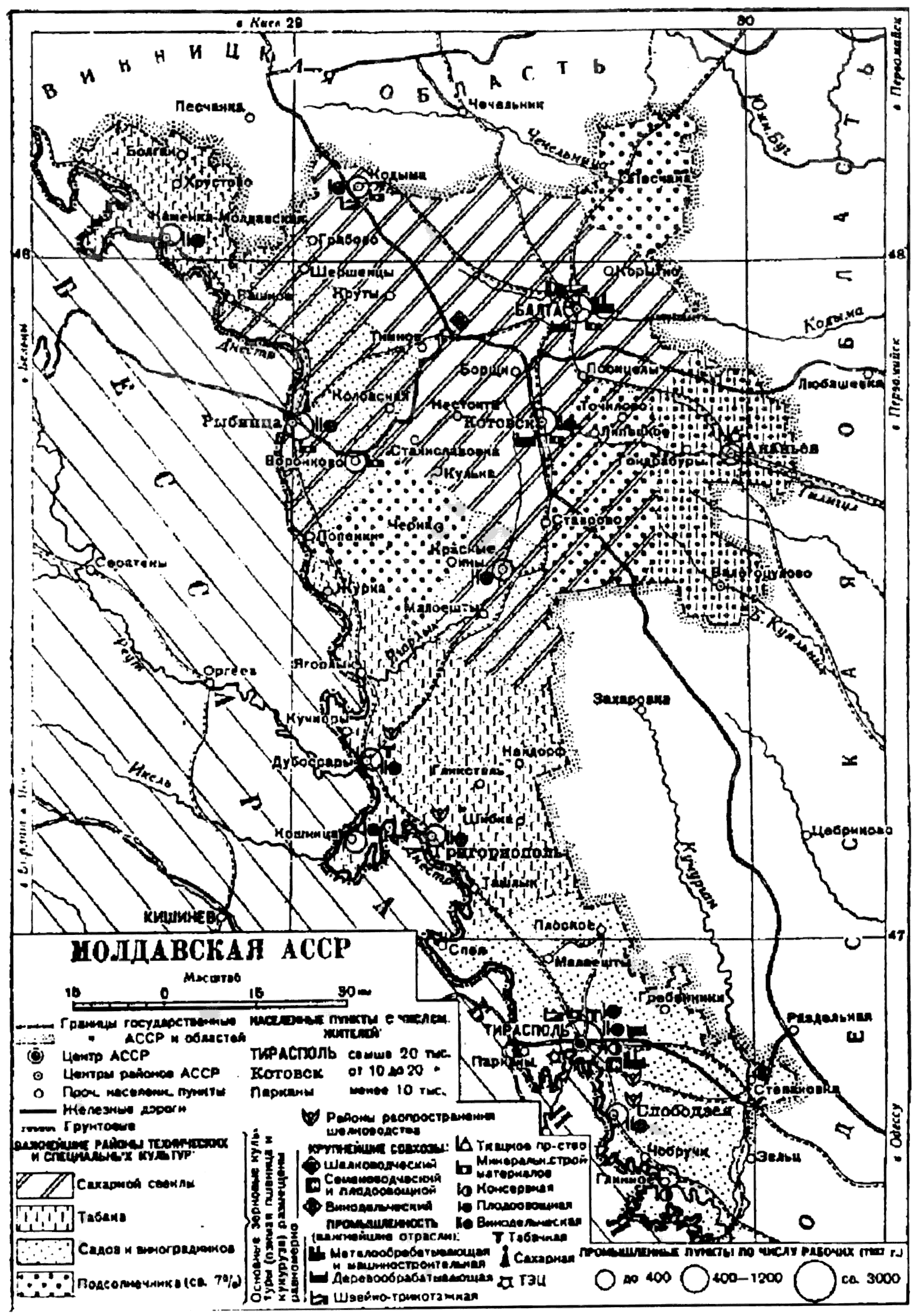
Harta economică a RASSM (1938).

Constituția RASS Moldovenești din 1925 prevedea ca limbi oficiale moldoveneasca, ucraineana și rusa. Deși autoritățile sovietice au efectuat periodic campanii de „moldovenizare”, propunînd (dar nepunînd în practică) sancțiuni pentru activiștii de partid care nu vorbeau moldovenește sau stimulente financiare pentru cei care cunoșteau limba, în întreaga perioadă de existență a RASS Moldovenești adevărata limbă oficială a fost rusa, etnicii români fiind subreprezentați în conducerea RASSM.
În zonă s-a produs industrializarea de tip stalinist și în regiunea preponderent agricolă au fost aduși muncitori, cadre tehnice și profesori din toate republicile sovietice, în mod special ruși și ucrainieni. În 1938, din 14.300 de muncitori industriali, numai aproximativ 600 erau moldoveni.
Colectivizarea agriculturii în RASS Moldovenească a fost un proces chiar mai rapid decât cel desfășurat în Ucraina. S-a raportat colectivizarea completă a agriculturii republicii în vara anului 1931. Peste 2.000 de familii de culaci (chiaburi) au fost deportate în Kazahstan.
Foametea a lovit RASSM în 1925 și 1932–33, făcând zeci de mii de victime moarte de foame printre români și ucrainieni. În timpul foametei, mii de locuitori au încercat să fugă peste Nistru, în ciuda primejdiei de a fi împușcați de grăniceri. Pe 23 februarie 1932, numai din satul Olănești au fost împușcați 40 de fugari. Această tragedie a fost povestită de supraviețuitori în mai multe ziare europene. Partea sovietică a afirmat că cei care au murit au fost „elemente chiaburești cucerite de propaganda românească”.

### Desființarea
În 1940, Uniunea Sovietică a anexat Basarabia, în acel moment parte a României, iar pe 2 august a fost proclamată RSS Moldovenească, în componența căreia a intrat partea vestică a RASS Moldovenești și cea mai mare parte a Moldovei dintre Prut și Nistru. Partea răsăriteană a RASSM, inclusiv prima ei capitală, Balta, a devenit parte a RSS Ucraineană, în cadrul căreia minoritarii români și-a pierdut statutul de autonomie și orice drepturi lingvistice.

## Situația demografică
Conform recensământului sovietic din 1935, populația RASS Moldovenești era de 582.138 persoane, din care 184.046 moldoveni (31,6%), 265.193 ucraineni (45,5%), 56.592 ruși (9,7%), 45.620 evrei (7,8%), 12.711 germani (2,2%).
Cei 172,4 mii moldoveni care trăiau între granițele RASS Moldovenești constituiau 66,87% din totalul de 257,8 mii moldoveni câți locuiau atunci în Ucraina. În raioanele cedate ulterior RSS Moldovenești (astăzi Transnistria) proporția moldovenilor era de 44,1 %, pe când în cele nord-estice (astăzi în Regiunea Odesa) proporția moldovenilor era de numai 18,3 %.

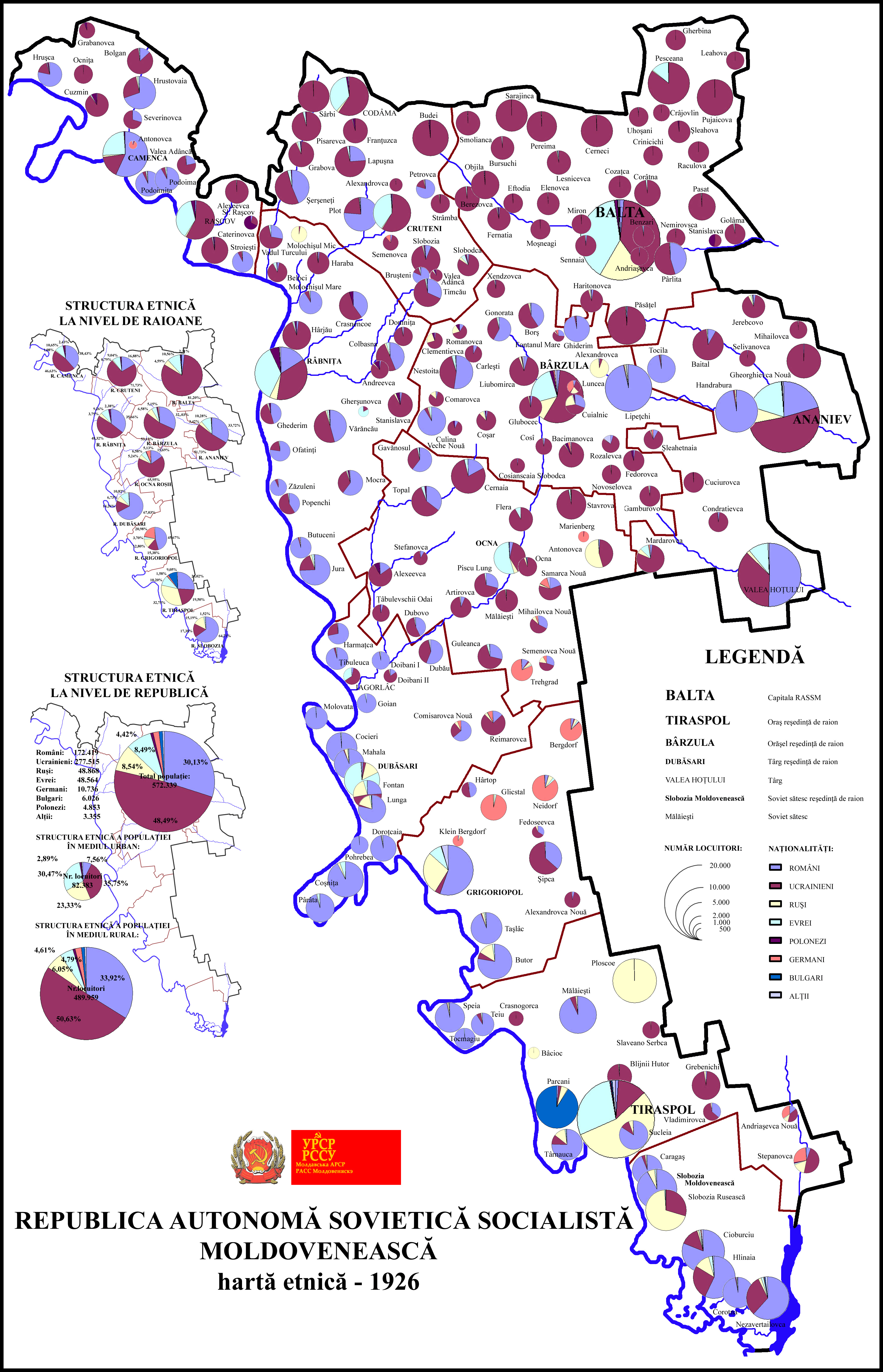
Harta etnică a republicii efemere conform datelor recensământului din 1926.

Datele recensămintelor sovietice din 1926 și 1935
| Grup etnic | 1926    | 1926    | 1935    | 1935    |
| Grup etnic | Număr   | %       | Număr   | %       |
| ---------- | ------- | ------- | ------- | ------- |
| Ucraineni  | 277.515 | 48,5%   | 265.193 | 45,5%   |
| Moldoveni  | 172.556 | 30,1%   | 184.046 | 31,6%   |
| Ruși       | 48.868  | 8,5%    | 56.592  | 9,7%    |
| Evrei      | 48.564  | 8,5%    | 45.620  | 7,8%    |
| Germani    | 10.739  | 1,9%    | 12.711  | 2,2%    |
| Bulgari    | 6.026   | 1,1%    |         |         |
| Polonezi   | 4.853   | 0,8%    |         |         |
| Țigani     | 918     | 0,2%    |         |         |
| alții      | 2.300   | 0,4%    | 13.526  | 2,4%    |
| Total      | 572.339 | 572.339 | 582.138 | 582.138 |

Rezultatul pe raioane a recensământului sovietic din 1926
Pe raioane, situația conform recensământului din 1926, era următoarea:
| Raionul     | Total  | Moldoveni | %     | Ucraineni | %     | Ruși   | %     | Evrei | Polonezi | Germani | Bulgari | alții |
| ----------- | ------ | --------- | ----- | --------- | ----- | ------ | ----- | ----- | -------- | ------- | ------- | ----- |
| Dubăsari    | 42.609 | 28.559    | 67,03 | 6.077     | 14,26 | 2.867  | 6,73  | 4.612 | 27       | 246     | 16      | 205   |
| Slobozia    | 37.617 | 24.341    | 64,71 | 6.537     | 17,38 | 5.714  | 15,19 | 571   | 22       | 72      | 25      | 335   |
| Grigoriopol | 30.094 | 13.744    | 45,67 | 4.629     | 15,38 | 3.851  | 12,80 | 1.114 | 33       | 6.315   | 21      | 387   |
| Camenca     | 39.169 | 15.038    | 38,39 | 18.263    | 46,62 | 424    | 1,08  | 4.172 | 952      | 215     | 4       | 86    |
| Rîbnița     | 47.731 | 17.023    | 35,66 | 23.064    | 48,32 | 1.809  | 3,79  | 4.422 | 1.138    | 28      | 15      | 232   |
| Ananiev     | 62.289 | 21.005    | 33,72 | 32.224    | 51,73 | 2.136  | 3,49  | 6.406 | 164      | 122     | 8       | 227   |
| Bârzula     | 57.823 | 18.521    | 32,03 | 30.717    | 53,12 | 3.804  | 6,58  | 2.978 | 710      | 446     | 19      | 628   |
| Tiraspol    | 64.750 | 16.845    | 26,02 | 12.627    | 19,50 | 21.205 | 32,75 | 6.608 | 147      | 1.020   | 5.862   | 436   |
| Cruteni     | 50.913 | 8.592     | 16,88 | 36.518    | 71,72 | 402    | 0,79  | 4.601 | 481      | 118     | 5       | 196   |
| Ocna Roșie  | 41.249 | 6.472     | 15,69 | 27.203    | 65,95 | 2.161  | 5,24  | 2.718 | 341      | 2.118   | 19      | 217   |
| Balta       | 75.061 | 1.895     | 2,52  | 70.830    | 94,36 | 316    | 0,42  | 1.246 | 485      | 17      | 4       | 268   |
| or. Balta   | 23.034 | 369       | 1,60  | 8.826     | 38,32 | 4.182  | 18,16 | 9.116 | 353      | 22      | 28      | 138   |

### Orașe
| Loc | Oraș        | Pop. (1939) | Raionul            | 2017 | Gubernia (1792/93-1917) | Țară (1569-1672, 1699-1792/93) |
| --- | ----------- | ----------- | ------------------ | ---- | ----------------------- | ------------------------------ |
| 1.  | Tiraspol    | 43 676      | municipiu Tiraspol | MDA  | Gubernia Herson         | Imperiul Otoman                |
| 2.  | Balta       | 17 945      | Balta              | UKR  | Gubernia Podolia        | Polonia/ Imperiul Otoman       |
| 3.  | Bârzula     | 16 795      | Bârzula            | UKR  | Gubernia Herson         | Imperiul Otoman                |
| 4.  | Rîbnița     | 11 453      | Rîbnița            | MDA  | Gubernia Podolia        | Polonia                        |
| 5.  | Camenca     | 7 371       | Camenca            | MDA  | Gubernia Podolia        | Polonia                        |
| 6.  | Grigoriopol | 7 332       | Grigoriopol        | MDA  | Gubernia Herson         | Imperiul Otoman                |
| 7.  | Codâma      | 6 418       | Codâma             | UKR  | Gubernia Podolia        | Polonia                        |
| 8.  | Ananiev     | 5 918       | Ananiev            | UKR  | Gubernia Herson         | Imperiul Otoman                |
| 9.  | Dubăsari    | 4 520       | Dubăsari           | MDA  | Gubernia Herson         | Imperiul Otoman                |
| 10. | Slobozia    | 12 041      | Tiraspol           | MDA  | Gubernia Podolia        | Polonia                        |

## Galerie de imagini

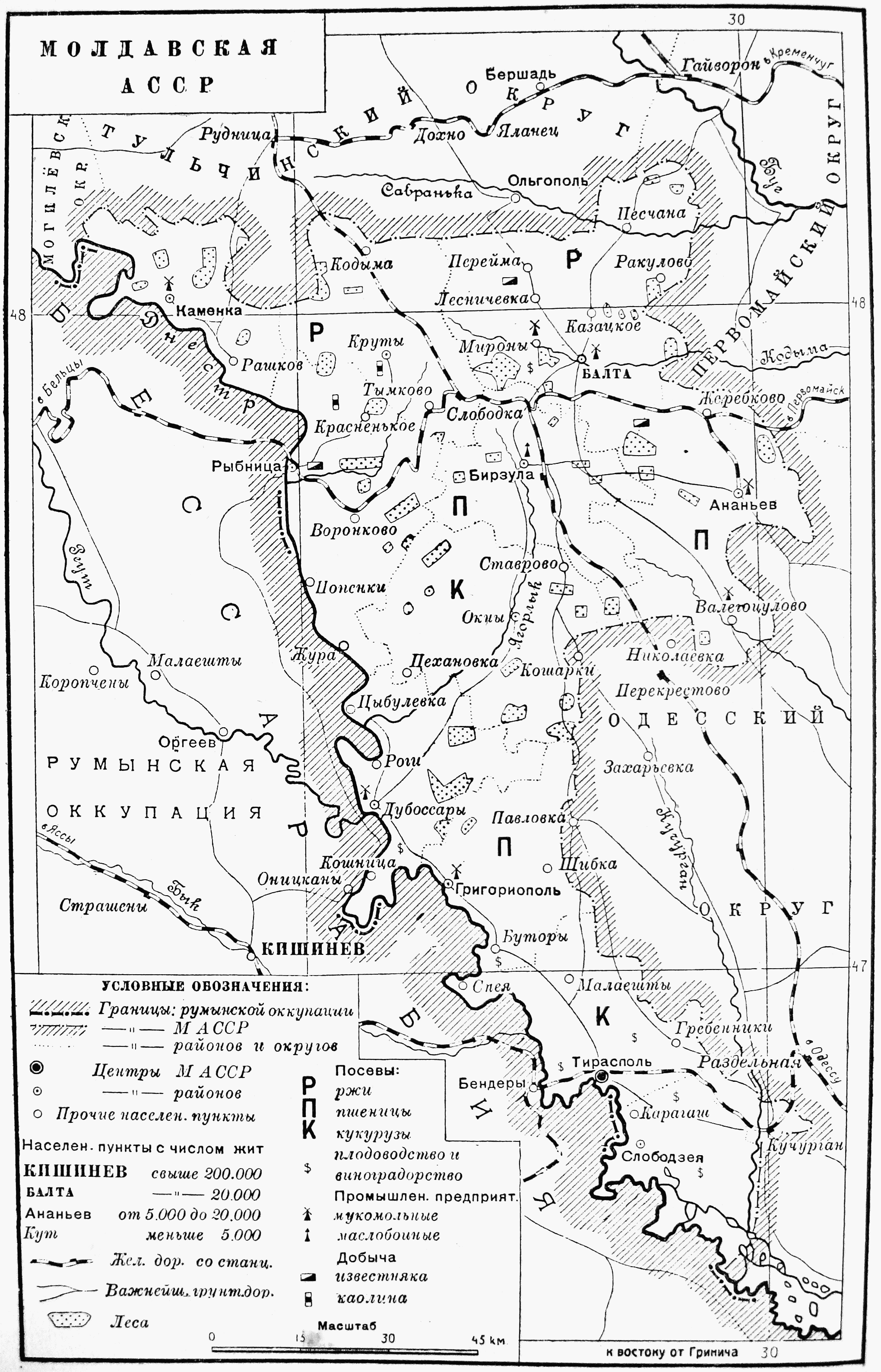
Hartă detaliată.
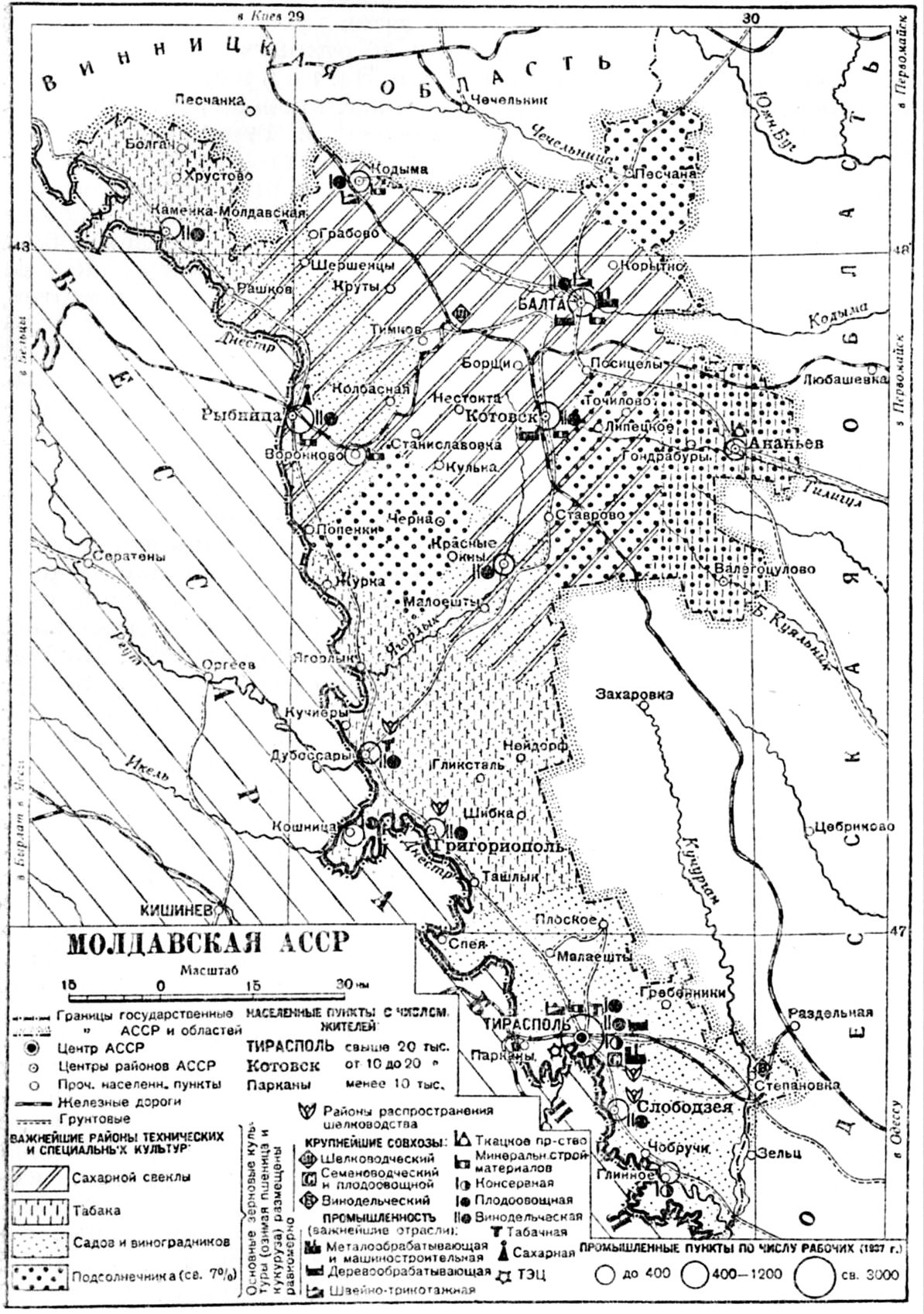
Harta economică a regiunii, 1941.
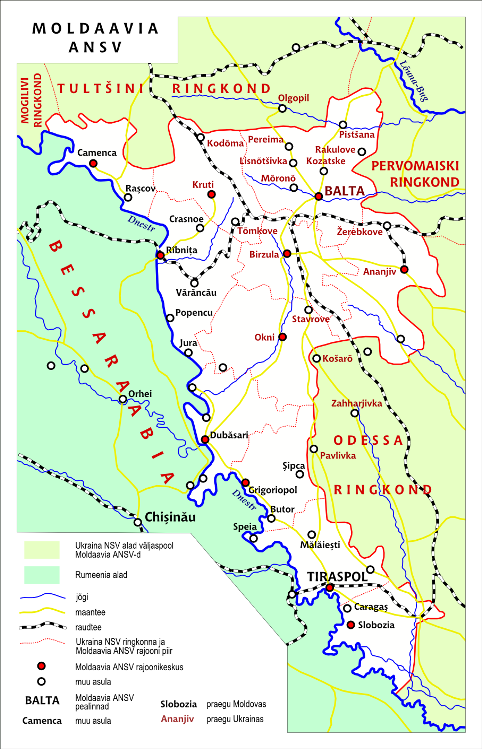
Harta raioanelor.
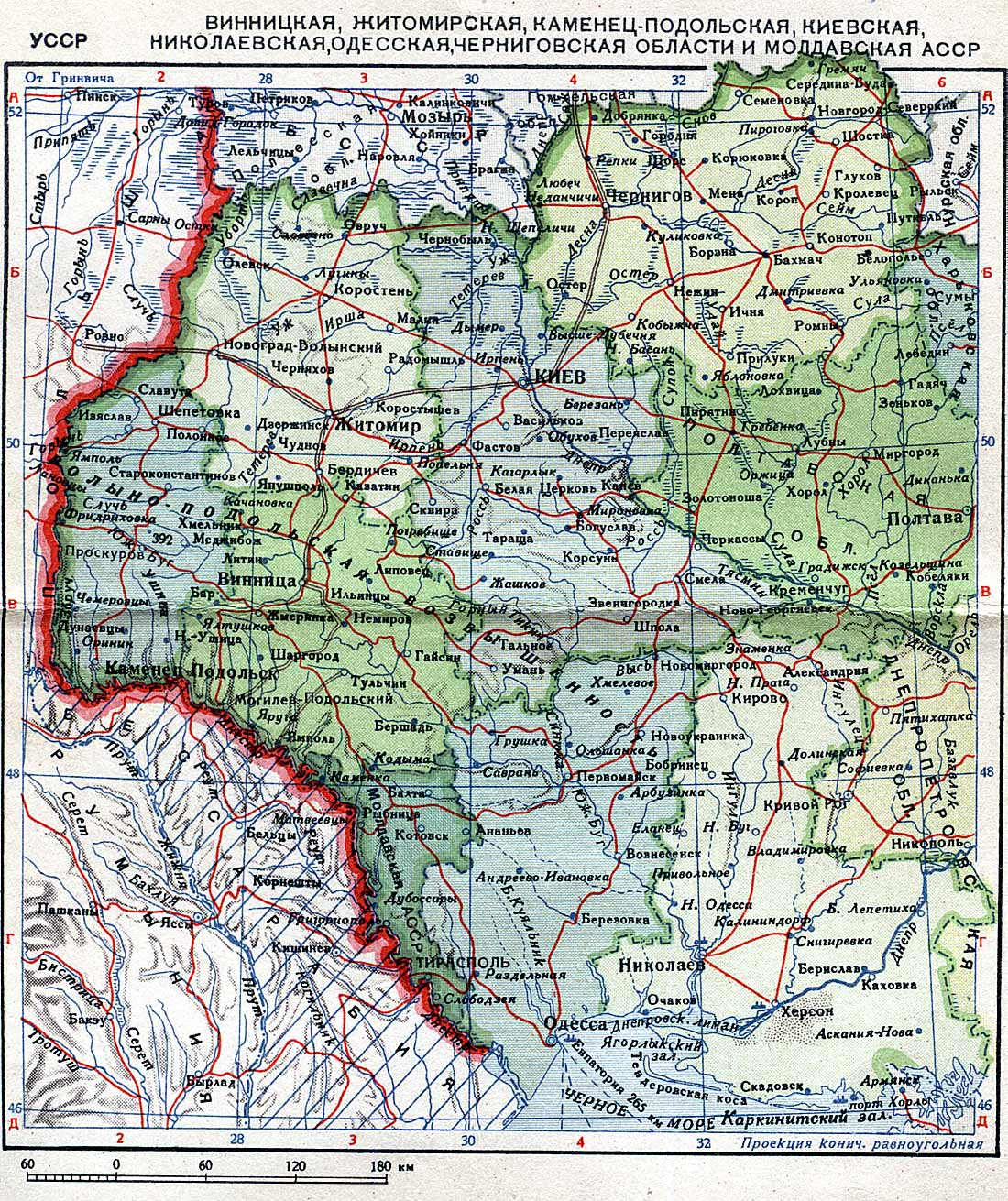
Harta RSS Ucrainene în 1939, inclusiv RASSM și Basarabia, ultima marcată ca un teritoriu disputat.

## Legăturiexterne
- R.A.S.S. Moldovenească (1924-1940). Privire sinoptică.
- Basarabia în perioda interbelică. Republica Autonomă Sovietică Socialistă Moldovenească (RASSM). Cronologii (1918 - 1940) Arhivat în 5 martie 2016, la Wayback Machine. Istoria.md
- RASS Moldovenească, 1924-1940: „Basarabia în miniatură” (V. Dembo)
- Primul conflict hibrid rus. Agresiunea sovietică din 1924 – Republica Autonomă Sovietică Socialistă Moldovenească (RASSM) Arhivat în 6 mai 2016, la Wayback Machine. vox.publika.md
- 2 august 1940 - Stalin creează Republica Sovietică Socialistă Moldovenească Timpul de dimineață